# Lijst van burgemeesters van Langedijk
Dit is een lijst van burgemeesters van de voormalige Nederlandse gemeente Langedijk in de provincie Noord-Holland. De gemeente Langedijk ontstond in 1941, werd op 1 januari 1990 als gevolg van een gemeentelijke herindeling uitgebreid en ging op 1 januari 2022 op in de nieuw gevormde gemeente Dijk en Waard.
| Ambtsperiode | Naam burgemeester                     | Partij of stroming | Bijzonderheden                                                        |
| ------------ | ------------------------------------- | ------------------ | --------------------------------------------------------------------- |
| 1941 - 1943  | Harm Schelhaas                        | ARP                | vanaf 1937 al burgemeester van Broek op Langendijk                    |
| 1943 - 1945  | Dirk Stoutjesdijk                     | NSB                | van april 1943 tot juli 1944 waarnemend                               |
| 1945 - 1962  | Harm Schelhaas                        | ARP                |                                                                       |
| 1963 - 1974  | H.H. Zwart                            | ARP                | eerder burgemeester van Oud-Alblas, later burgemeester van Woudenberg |
| 1974 - 1984  | H.W. van den Brink                    | ARP / CDA          |                                                                       |
| 1984 - 1999  | Hans (J.J.) Bulte                     | CDA                | herbenoemd na gemeentelijke herindeling                               |
| 1999 - 2004  | Han (H.M.W.) ter Heegde               | VVD                |                                                                       |
| 2004 - 2005  | mw. Marjan (M.J.P.) van Kampen-Nouwen | geen landelijk lid | waarnemend                                                            |
| 2005 - 2017  | Hans (J.F.N.) Cornelisse              | CDA                |                                                                       |
| 2017 - 2018  | Jan (J. Th.) Hoekema                  | D66                | waarnemend                                                            |
| 2018 - 2021  | Leontien (L.A.M.) Kompier             | PvdA               | waarnemend                                                            |